# Michael Faraday
Michael Faraday (22. září 1791, Newington, Anglie – 25. srpna 1867) byl anglický chemik a fyzik.
V roce 1831 objevil elektromagnetickou indukci, magnetické a elektrické siločáry. Jeho objev byl významný v tom, že doposud se elektrická energie vyráběla pouze chemickou metodou z baterií. Faraday tak dal teoretický základ pro všechny elektromotory a dynama. Další jeho objevy souvisí s chemií – objevil např. benzen a v elektrochemii definoval zákony elektrolýzy, obohatil odborné názvosloví o důležité pojmy, jako jsou anoda, katoda, elektroda a ion.

## Život

### Dětství a dospívání
Narodil se na venkově ve vesničce Newington, Surrey (nyní předměstí Londýna) ve velmi chudé a nábožensky založené rodině. Jeho otec byl kovář, který se přestěhoval ze severu Anglie již před rokem 1791 hledat práci. Jeho matka byla žena velmi klidná a moudrá, která podporovala svého syna citově přes těžké dětství. Faraday byl třetí ze čtyř dětí, všichni měli co dělat, aby se uživili, neboť jejich otec byl často nemocný a neschopný soustavné práce. Rodina po celá léta žila v bídě. Malý Michael se málokdy dosyta najedl, a když mu bylo dvanáct let, musel začít vydělávat. Protože byl šikovný, dostal se do učení ke knihvazači. Jeho rukama procházely nejrůznější spisy, a když je potají četl, před jeho užaslýma očima se otevřel podivuhodný a záhadný svět vědy.

### Vědecký život
V roce 1812 začal navštěvovat veřejné přednášky známého chemika sira Humphryho Davyho. Věhlasný profesor si všiml mladíkova zájmu a nadání a rozhodl se udělat z něj svého žáka. Vzal ho s sebou na dvouletou cestu po Evropě, během které měl možnost se setkat s mnoha vynikajícími osobnostmi tehdejší vědy. Během cesty se naučil francouzsky a italsky. V roce 1815 Davy zaměstnal Faradaye jako asistenta v chemické laboratoři londýnského Královského institutu. Každý týden vymýšlel nějaký nový pokus pro pobavení členů a příznivců institutu z vysoké společnosti. Při těchto experimentech Faraday objevil nové chemické sloučeniny, zabýval se zkapalňováním plynů a brzy si získal pověst zručného chemika. Jeho popularitě určitě pomohlo, že neměl žádné matematické vzdělání a ve svých přednáškách i odborných pracích nikdy nepoužil jediný vzorec. Zato z něj ale neustálá potřeba nových nápadů udělala jednoho z nejlepších experimentátorů všech dob a své posluchače okouzloval schopností vyložit i ten nejsložitější problém dokonale názorným způsobem. To platilo i o tak nehmotných jevech jako elektřina a magnetismus. Svou první přednášku v Královské společnosti přednesl v roce 1820. O svých experimentech si celý život vedl velmi podrobné zápisy, které jsou uloženy v archivu Královské společnosti. Z nich je možné dnes sledovat celý postup Faradayových objevů.
V roce 1824 byl zvolen členem britské Akademie věd a o rok později jmenován ředitelem jejich laboratoří. V té době byl už dobře finančně zajištěn, měl útulný byt přímo v budově Královského institutu a v roce 1821 se mohl oženit.
V letech 1830-1851 byl Faraday profesorem chemie na Královské vojenské akademii (RMA) ve Woolwichi. Působil také jako vědecký poradce v organizaci Trinity House a experimentoval s elektrickým osvětlením majáků. V roce 1855 kvůli zhoršenému zdravotnímu stavu ukončil provádění experimentů, v přednáškách pokračoval až do roku 1862. Michael Faraday byl velmi skromný člověk, netoužil po slávě ani po penězích. Odmítl povýšení do šlechtického stavu. Zemřel ve věku 75 let v domě v londýnské čtvrti Hampton-Court, který mu za služby Britskému impériu věnovala královna Viktorie.

## Vědecké objevy
Během svých pokusů v roce 1821 zjistil, že elektrický proud procházející vodičem může vyvolat magnetické pole. Celých deset let strávil snahou dokázat, že existuje i opačná možnost – aby působení magnetu vytvořilo elektrický proud. V roce 1831 se konečně dostavil úspěch: Faraday objevil elektromagnetickou indukci a dokázal, že elektřina a magnetismus jsou pouze dva různé projevy jediného jevu – elektromagnetismu. To byl zásadní objev, který měl už brzy přinést dalekosáhlé výsledky. Během dvaceti let Faraday vypracoval 29 odborných studií, ve kterých shrnul všechny své hlavní objevy v oblasti elektrotechniky. Faraday popsal své experimenty v oblasti elektřiny a elektromagnetizmu v třísvazkovém díle Experimental Researches in Electricity (1839, 1844, 1855). Obsahuje 3362 odstavců, kde každý popisuje jeden experiment.
Ve 40. letech 19. století vytvořil teorii elektromagnetických polí založenou na zcela novém pojmu elektrických a magnetických siločar. O dvacet let později Faradayovy myšlenky rozvinul a matematicky formuloval Skot James Maxwell, když sestavil slavné Maxwellovy rovnice pro popis elektromagnetického pole.
Ačkoli máme Faradaye spojeného především s elektřinou a magnetismem, stojí i za objevy z oboru chemie. Kromě objevů různých chemických sloučenin zjistil např. v roce 1820, že stlačený amoniak (NH3) v kapalném stavu, pokud je postupně vypouštěn, dokáže odebírat z okolí teplo, tj. prostředí ochlazovat. Stal se objevitelem principu moderní klimatizace. Výzkumy v oblasti chemie zaznamenal v díle Experimental Researches in Chemistry and Physics (1858). V roce 1860 publikoval sérii šesti dětských přednášek The Chemical History of a Candle, které se staly klasikou vědecké literatury.
Zajímavé jsou i jeho práce v oblasti ocelových slitin a ocelí, jejichž vzorky byly nalezeny až v roce 1931.

## Pojmenováno po Faradayovi
- Farad – jednotka elektrické kapacity
- Faradayův zákon elektromagnetické indukce – zákon popisující vznik napětí, způsobený změnou magnetického pole
- Faradayovy zákony elektrolýzy – definují množství látky vyloučené při elektrolýze
- Faradayova konstanta – konstanta úměrnosti vylučované látky při elektrolýze
- Faradayova klec – zařízení na odstínění elektrického pole
- Faradayův paradox – experimentální uspořádání generátoru zdánlivě odporující Faradayově zákonu
- Faradayův jev – stáčení polarizační roviny při průchodu záření některými materiály při současném působení magnetického pole. Související pojmy jsou Faradayova rotace, Faradayův rotátor, Faradayův optický izolátor
- Faradaický proud – proud vznikající v důsledku oxidačních nebo redukčních reakcí na elektrodě v elektrolytu (tento jev je využíván např. u jedné skupiny superkondenzátorů – tzv. pseudokondenzátorů – u kterých se lze setkat i s označením Faradayovy/faradaické kondenzátory)
- Faraday Future – americká automobilka zaměřená na výrobu elektromobilů, která v současnosti vyvíjí elektrický vůz FF91 s cílem vytvořit nejrychlejší elektromobil na světě.[11]

## Ocenění

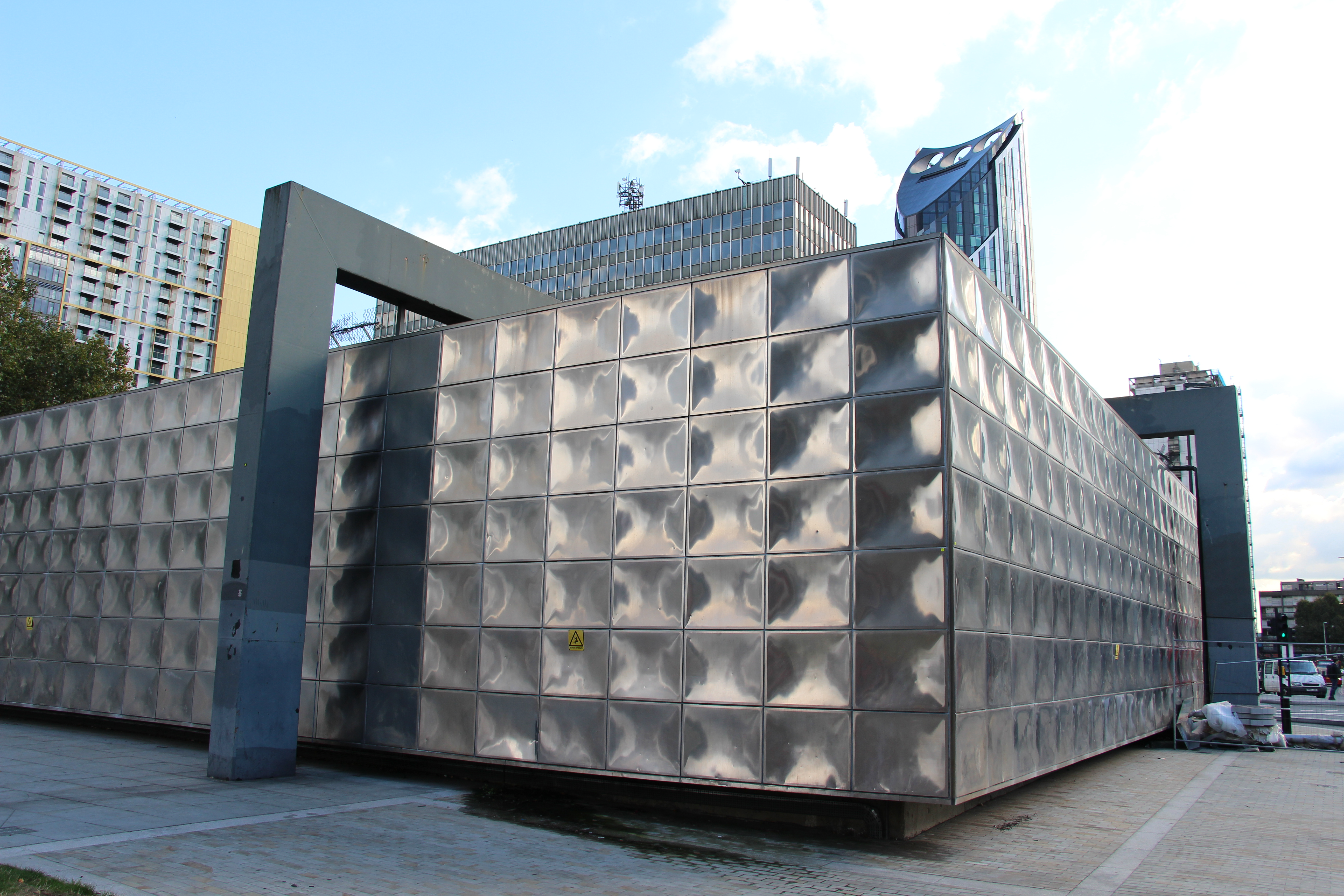
Památník Michaela Faradaye v Londýně

Faradayův životopisec Henry Bence Jones uvádí, že Faraday získal za svůj život celkem 95 čestných titulů a vyznamenání. Prvním bylo čestné členství v Cambridge Philosophical Society (1823). V roce 1832 byl zvolen členem American Academy of Arts and Sciences, v roce 1832 dostal čestný doktorát univerzity v Oxfordu, v roce 1835 členem Göttingenské akademie věd.
Přičiněním Jean-Baptiste Dumase byl Faraday v roce 1844 zvolen jedním z osmi zahraničních členů Francouzské akademie věd. V roce 1847 byl zvolen zahraničním členem Bavorské akademie věd, v roce 1857 členem Německé akademie věd Leopoldina. Byl i zahraničním členem Neapolské královské společnosti.
Královská společnost jej vyznamenala Copleyho medailí (1832 a 1838), Královskou medailí (1835 a 1846) a Rumfordovou medailí (1846). Nabídku stát se prezidentem Královské společnosti Faraday dvakrát odmítl (1848 a 1858). V roce 1842 obdržel Faraday pruské vyznamenání Pour le Mérite.
Speciální loď pro pokládání podmořských kabelů konstruktéra Siemense z roku 1874 nesla jméno Faraday. Mezinárodní kongres v Paříži (Congrès international d’électriciens) rozhodl 22. září 1881 pojmenovat po něm jednotku elektrické kapacity Farad. Stejně tak jeho jméno nese měsíční kráter Faraday a asteroid (37582) Faraday.
5. června 1991 vydala Bank of England novou 20librovou bankovku s portrétem Faradaye, která byla platná až do 28. února 2001.